# جوکیوالتر لیبراتو
جوکیوالتر لیبراتو (به پرتغالی: Jocivalter Liberato) هافبک اهل برزیل است که در شهر فوز دو لوآچو و در تاریخ ۶ مهٔ ۱۹۷۹ به دنیا آمده‌است.
جوکیوالتر لیبراتو در تیم‌های فوتبال Guarani سابقهٔ حضور دارد.